# Tetřev (Šumava)
Tetřev (německy Hanifberg, od toho zkomoleně česky místními obyvateli Hanišperk) (1260 m) patří mezi šumavské hory s nadmořskou výškou nad 1200 metrů. Je nejvyšším bodem Modravských plání. Vrchol Tetřeva je situován asi 2200 metrů vzdušnou čarou západně od centra Kvildy a asi 2600 metrů vzdušnou čarou jihovýchodně od Filipovy Hutě. 
Na severní straně je úpatí Tetřeva ohraničeno silnicí Modrava - Filipova Huť - Kvilda. Na jižní straně přechází úpatí Tetřeva do sedla (zhruba v nadmořské výšce 1200 m) s Čertovým vrchem (1245 m). Na severozápadním svahu Tetřeva se nachází paseka s výhledem na Filipovu Huť, která pak níže přechází do chráněné I. zóny národního parku (Tetřevská slať). Východní svah hory (od jejího úpatí zhruba až do nadmořské výšky 1150 m) zaujímá chráněná oblast (vrchoviště) I. zóny národního parku (Prameniště nad Kvildou). Nejstrmější jsou svahy Tetřeva klesající ke všem východním stranám, naopak k jihozápadu klesá terén pozvolněji k již zmíněnému sedlu k Čertovu vrchu. Rozsáhlá mýtina na severním svahu Tetřeva umožňuje výhled (přes Březovou horu (1194 m) na Antýgl (1254 m) a dále pak na vzdálenější Huťskou horu (1188 m). Severovýchodním směrem se z vrcholu Tetřeva otevírá pohled na celou Jezerní slať, dvojici nedalekých plochých "kvildských tisícovek" (Lapka (1172 m), Orel (1181 m)) a dále pak na vzdálenější Přílbu (1221 m).

## Popis vrcholu Tetřeva
Hora Tetřev má výrazný nepravidelný asymetrický tvar tvořený kupovitým skalním sukem s vrcholovými skalními útvary (rula). Těleso kopce je tvořeno pararulami (ruly vzniklé metamorfózou sedimentů), které se na vrcholku Tetřeva manifestují dvěma skupinami skalek oddělených mělkým sedlem. (Skalky na severní straně jsou nižší, vyšší vrcholová skalka leží jižněji.) Ve svazích Tetřeva se nacházejí suťové proudy a osamělé skalní výchozy. Svahy jsou (zejména ten k jihu obrácený) zalesněny klimaxovou smrčinou, na skalách pak smrky doplňují jeřáby. Na vrcholu hory se nachází geodetický bod. Vrchol Tetřeva je obtížně dostupný, nevede na něj žádná značená ani neznačená cesta, nutno postupovat volným terénem (nejsnáze po jižním či jihozápadním svahu hory ze sedla s Čertovým vrchem).

## Zajímavost
Po západním svahu Tetřeva prochází hranice Plzeňského a Jihočeského kraje. Ta pokračuje v jižním směru do sedla s Čertovým vrchem. Část této hranice je tvořena asi 1000 metrů dlouhou a metr vysokou zídkou (první část zídky) vyskládanou z kamenů. Druhá část kamenné zídky vede od severního konce první části zídky, směřuje k jihozápadu a vyznačuje hranici katastrálních území Horské Kvildy a Modravy.

Pohledy z Tetřeva
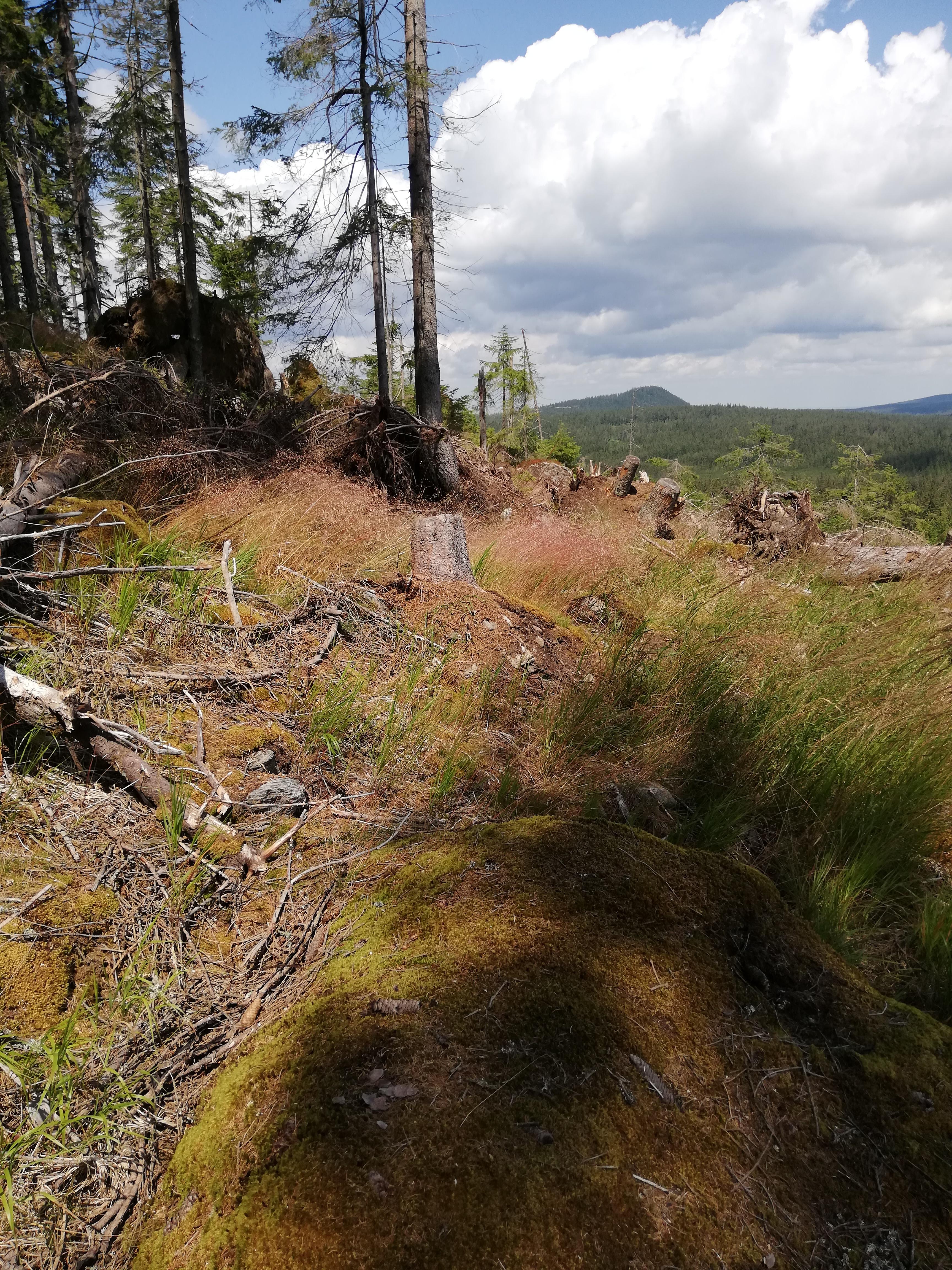
Na Antýgl (1254 m)
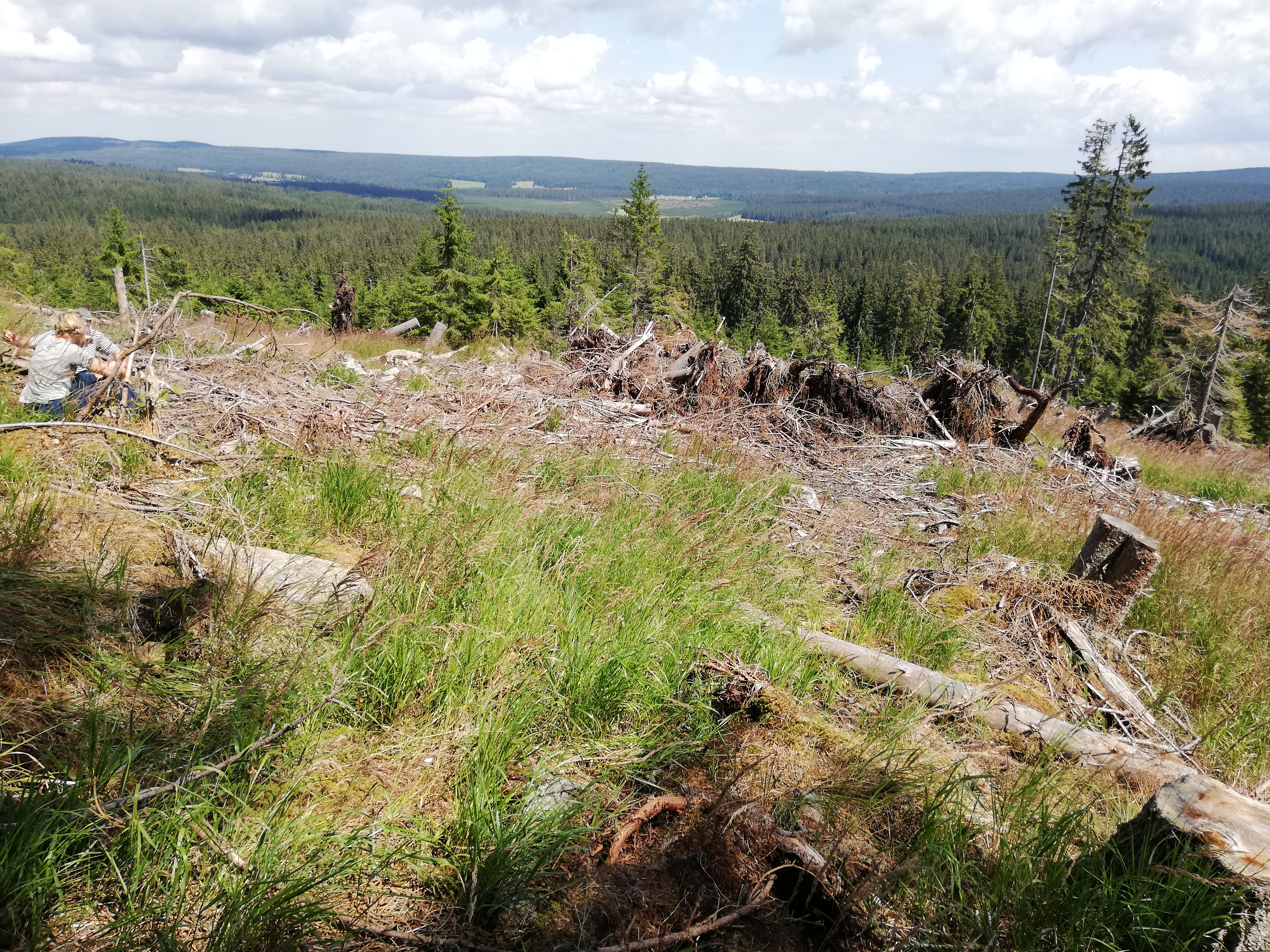
Na Jezerní slať
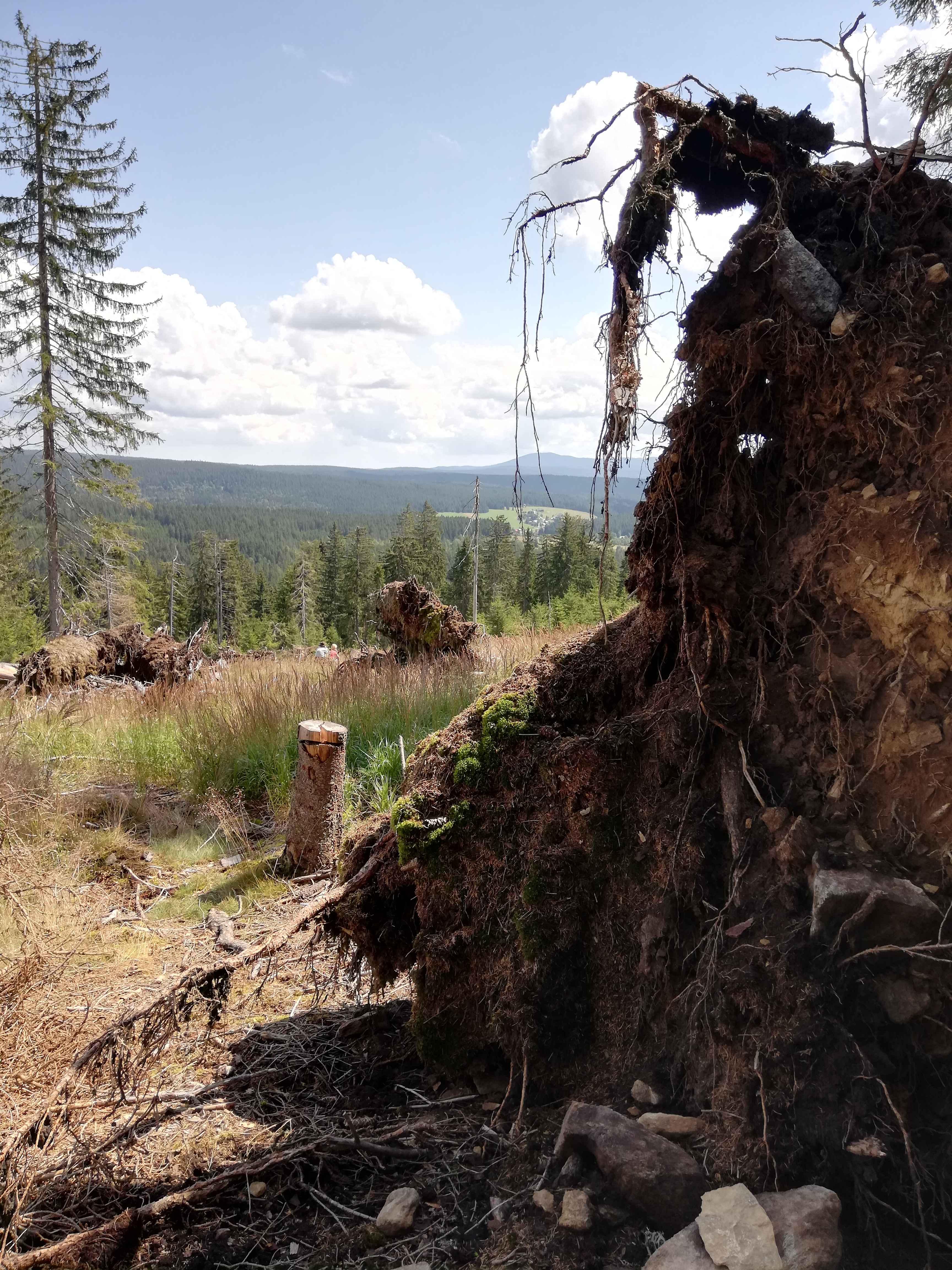
Na Boubín (1362 m)
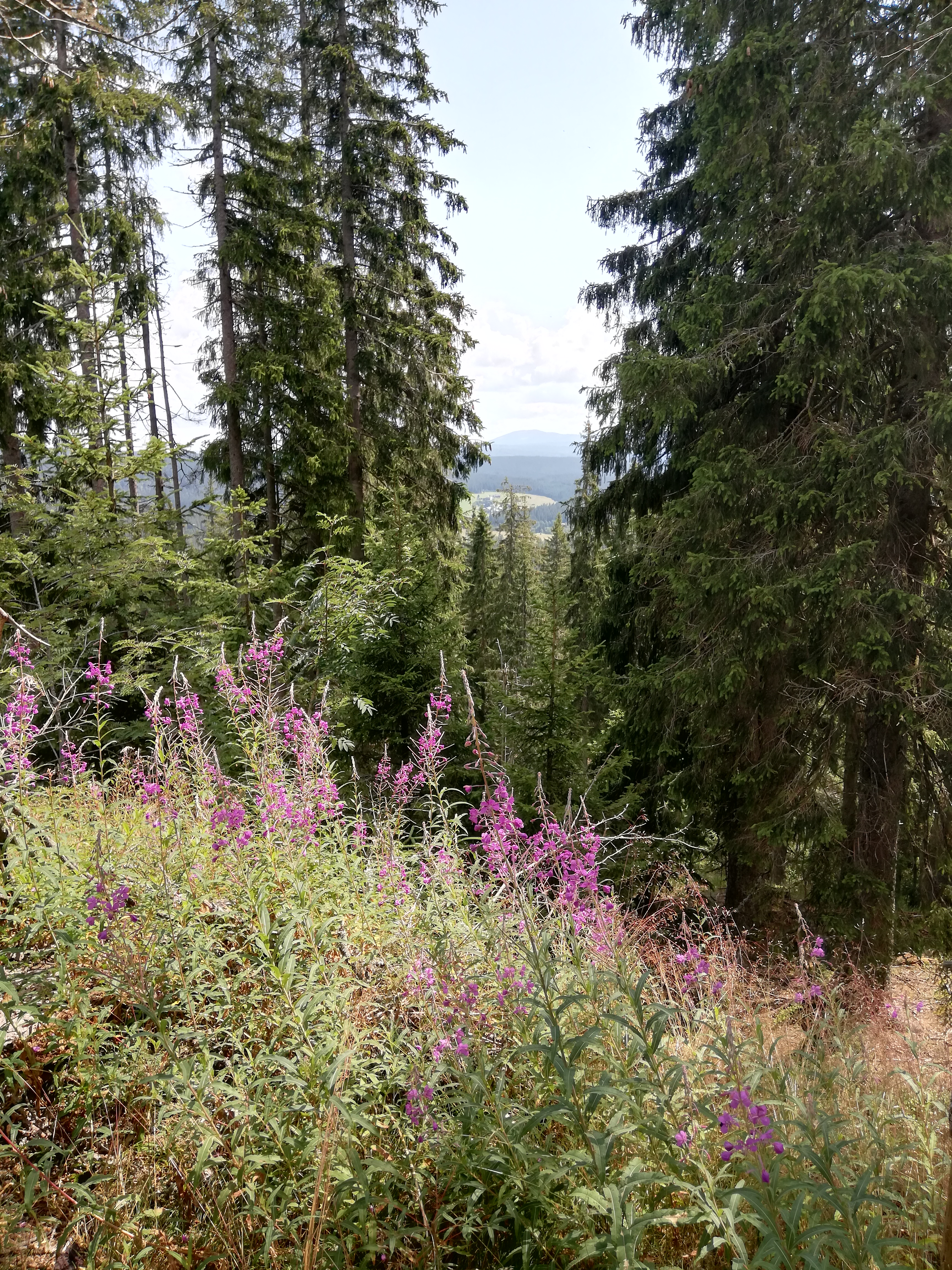
Z vrcholu na Boubín (1362 m)